# Kopparvraket, Trelleborg
Kopparvraket ligger på 42 meters djup i havet cirka tio kilometer söder om Trelleborg. Vraket hade varit känt i dykarkretsar i nästan femton år när man 2009 inledde de första marinarkeologiska dykningarna och enligt Jan Öijeberg på Malmö Museer var resultatet smått sensationellt. Ett femtiotal runda kopparskivor hittades ombord i olika storlekar, måtten var upp till en meter i dia. Troligen har skeppet varit ett exportfartyg och kopparlasten var ämnad för nedsmältning i produktionskedjan av olika bruksföremål. Mängden koppar som fortfarande fanns kvar var dock överraskande, man trodde att allt skulle vara borta efter de rykten och historier som ägt rum om alla grova plundringar.
Skeppsvraket har ådragit sig svåra skador och förutom de tunga koppartackorna var endast lösa spant och andra trädetaljer synliga i bottenslammet. Vid påföljande dykningar har man tagit prover på skeppsvirket för analys och dendrodatering. Av resultaten kanske man kan fastställa hur gammalt skeppet är och varifrån det kommer. Möjligen kan det vara från medeltiden. Skrovet och kopparlasten har enligt forskarna ett industrihistoriskt värde av mycket stor betydelse. Vrakplatsen uppges vara av graden "svår" för eventuell dykning.